# كأس إنترتوتو 1992
كأس إنترتوتو 1992 هو الموسم 32 من كأس إنترتوتو. فاز فيه سلافيا براغ.